# Acufeno
Acufeno, zumbido ou tinido é a sensação de ouvir som na ausência de qualquer som externo. Embora muitas vezes descrito como semelhante a um zumbido no ouvido, pode também assemelhar-se a um tinido, sibilo ou rugido. Muito raramente, os sons podem-se assemelhar a vozes ou música. O som pode ser grave ou agudo, quase imperceptível ou alto, e aparentar ter origem apenas num dos ouvidos ou em ambos. Na maior parte dos casos aparece de forma gradual. Em algumas pessoas, o som persistente pode causar depressão, ansiedade ou interferir na concentração.
O zumbido não é uma doença, mas sim um sintoma que pode ter várias causas subjacentes. Uma das causas mais comuns é a perda auditiva induzida por ruído, caracterizada pela exposição a elevados níveis de pressão sonora por um determinado período de tempo, que danifica as células ciliadas do ouvido interno. Entre outras causas possíveis estão stresse emocional, cerúmen, infeções dos ouvidos, doenças cardiovasculares, doença de Ménière, tumores cerebrais, exposição a determinadas substâncias ou uma lesão na cabeça anterior. A condição é mais comum entre pessoas com depressão.
O diagnóstico de acufeno geralmente baseia-se na descrição dos sintomas feita pela pessoa. Existem diversos questionários que determinam o grau de interferência da condição na vida da pessoa. O diagnóstico é geralmente complementado com um audiograma e um exame neurológico. Quando são observados determinados problemas, pode-se recorrer a imagiologia médica, como ressonâncias magnéticas (embora as ressonâncias magnéticas muito ruidosas, dependo da origem do acufeno, possam piorar temporária ou permanentemente o mesmo). Quando o acufeno se manifesta ao mesmo ritmo do batimento cardíaco, estão disponíveis outro tipo de exames. Ocasionalmente, o zumbido pode ser ouvido por outra pessoa com um estetoscópio, sendo designado nesse caso "zumbido objetivo".
A prevenção consiste em evitar a exposição a níveis de pressão sonora elevados. Quando existe uma causa subjacente, o seu tratamento pode melhorar o zumbido. Quando isso não é possível, o tratamento consiste em psicoterapia. Em algumas pessoas, aparelhos que mascaram os sons ou aparelhos auditivos podem ter utilidade. Em 2013, ainda não existiam medicamentos eficazes. O zumbido é uma condição comum que afeta entre 10 e 15% das pessoas; contudo, a maior parte tolera bem o incomodo, constituindo-se um problema significativo para apenas 1–2% dos indivíduos.

## Sinais e Sintomas
O zumbido pode ser percebido em uma orelha, em ambas ou na cabeça. É descrito como um ruído ouvido pela pessoa na ausência de estímulo auditivo. O ruído é geralmente descrito como barulho, mas, em alguns pacientes, assume a forma de um som agudo, assobio, chiado, sussurro, tique-taque, clique, rugido, "grilos", "pererecas", "gafanhotos (cigarras)", toada, canções, apitos ou sons que se assemelham um pouco a vozes humanas ou mesmo um tom puro constante como aquele ouvido durante um teste de audição.  O zumbido pode ser intermitente ou contínuo: no último caso, pode ser a causa de grande sofrimento. Em alguns indivíduos, a intensidade pode ser alterada pelos movimentos do ombro, cabeça, língua, mandíbula ou olho.  A maioria das pessoas com zumbido tem algum grau de perda auditiva.
O som percebido pode variar de um ruído detectado em ambiente silencioso até sons que podem ser ouvidos mesmo na presença simultânea de sons externos fortes. Um tipo específico de zumbido, chamado zumbido pulsátil, é caracterizado por sons relacionados ao fluxo sanguíneo do pescoço ou rosto. Devido a variações nos desenhos do estudo, os dados sobre o curso do zumbido mostraram poucos resultados consistentes. Geralmente, a prevalência aumenta com a idade em adultos, enquanto as classificações de incômodo diminuem com a duração.
Zumbidos podem ser caracterizados como subjetivos ou objetivos.

### Zumbido objetivo
Em casos muito raros, o zumbido pode ser ouvido por outra pessoa usando um estetoscópio e, em casos menos raros - mas ainda incomuns -, pode ser medido como uma emissão otoacústica espontânea no meato acústico. Nesses casos, é o zumbido objetivo, também chamado de "pseudo-zumbido" ou zumbido "vibratório". O zumbido objetivo pode ser detectado por outras pessoas e, às vezes, é causado por espasmos involuntários de um músculo ou grupo de músculos (mioclonia) ou por uma condição vascular. Em alguns casos, o zumbido é gerado por espasmos musculares ao redor da orelha média. As emissões otoacústicas espontâneas, que são tons fracos de alta frequência produzidos na orelha interna e que podem ser medidos no meato acústico com um microfone sensível, também podem causar zumbido. Cerca de 8% das pessoas com emissões otoacústicas espontâneas e zumbido têm zumbido associado às emissões, enquanto a porcentagem de todos os casos de zumbido causado por emissões otoacústicas espontâneas é estimada em cerca de 4%.

### Zumbido pulsátil
Algumas pessoas percebem um som que bate no ritmo do pulso, conhecido como zumbido pulsátil ou zumbido vascular. O zumbido pulsátil é geralmente objetivo por natureza, resultante de fluxo sanguíneo alterado pelo aumento da turbulência sanguínea perto da orelha, causada por aterosclerose, mas também pode surgir como um fenômeno subjetivo de uma maior conscientização do fluxo sanguíneo na orelha. Raramente, o zumbido pulsátil pode ser um sintoma de condições potencialmente fatais, como aneurisma da artéria carótida  ou dissecção da artéria carótida. O zumbido pulsátil também pode indicar vasculite ou, mais especificamente, arterite de células gigantes; hipertensão intracraniana idiopática, podendo ser um sintoma de anormalidades vasculares intracranianas e deve ser avaliado quanto a ruídos irregulares do fluxo sanguíneo (braquetes).

### Zumbido subjetivo
O zumbido geralmente é subjetivo, o que significa que não há som detectável por outros meios. O zumbido subjetivo também foi chamado de "zumbido aurium", "zumbido não auditivo" ou "não vibratório". Ele é o tipo mais frequente de zumbido. Pode ter muitas causas possíveis, mas geralmente resulta de perda auditiva. Quando o zumbido é causado por distúrbios da orelha interna ou nervo auditivo, é chamado ótico (da palavra grega para ouvido).  Essas condições otológicas ou neurológicas incluem aquelas desencadeadas por infecções ou drogas. Uma causa frequente é a exposição ao ruído que danifica as células ciliadas da orelha interna. Quando não parece existir uma conexão com um distúrbio da orelha interna ou nervo auditivo, o zumbido é chamado de não-ótico (ou seja, não-auditivo). Em cerca de 30% dos casos de zumbido, há influência do sistema somatossensorial, por exemplo, as pessoas podem aumentar ou diminuir o zumbido movendo o rosto, a cabeça ou o pescoço.  Esse tipo é chamado de zumbido somático ou craniocervical, uma vez que apenas os movimentos da cabeça ou do pescoço têm efeito. Há um crescente corpo de evidências sugerindo que o zumbido é uma consequência de alterações neuroplásticas na via auditiva central. Presume-se que essas alterações resultem de uma entrada sensorial perturbada, causada por perda auditiva.  A perda auditiva pode realmente causar uma resposta homeostática dos neurônios no sistema auditivo central e, portanto, causar zumbido.

### Fatores associados
Os fatores associados ao zumbido incluem:
- Problemas auditivos e perda auditiva:
  - Perda auditiva condutiva:
    - Choque acústico;
    - Barulho forte ou música;
    - Derrame da orelha média;
    - Otite;
    - Otosclerose;
    - Disfunção da tuba auditiva.

  - Perda auditiva sensorioneural:
    - Ruído excessivo ou forte;
    - Presbiacusia (perda auditiva associada à idade);
    - Doença de Ménière;
    - Hidropsia endolinfática;
    - Deiscência do canal superior;
    - Neurinoma acústico (schwannoma vestibular);
    - Intoxicação por mercúrio ou chumbo;
    - Medicações ototóxicas.
- Distúrbios neurológicos:
  - Malformação de Arnold-Chiari;
  - Esclerose múltipla;
  - Ferimento na cabeça;
  - Disfunção da articulação temporomandibular;
  - Arterite de células gigantes.
- Distúrbios metabólicos:
  - Deficiência de vitamina B12;
  - Anemia por deficiência de ferro.
- Distúrbios psiquiátricos:
  - Depressão;
  - Transtornos de ansiedade.
- Outros fatores:
  - Vasculite;
  - Alguns medicamentos psicodélicos podem produzir sintomas temporários semelhantes ao zumbido como efeito colateral:
    - 5-MeO-DMT;
    - Diisopropiltriptamina (DiPT).

  - Retirada de benzodiazepina;
  - Hiper ou hipotensão intracraniana causada, por exemplo, por encefalite ou vazamento de líquido cefalorraquidiano.

### Perda de audição
A causa mais comum de zumbido é a perda auditiva induzida por ruído. A perda auditiva pode ter muitas causas diferentes, mas, entre as pessoas com zumbido, a principal causa é o dano coclear. Os medicamentos ototóxicos também podem causar zumbido subjetivo, assim como perda auditiva ou aumentar os danos causados pela exposição a ruídos de forte intensidade. Esses danos podem ocorrer mesmo em doses não consideradas ototóxicas. Mais de 260 medicamentos têm sido relatados como causadores de zumbido como um efeito colateral. Em muitos casos, no entanto, nenhuma causa subjacente pode ser identificada.
O zumbido também pode ocorrer devido à descontinuação de doses terapêuticas de benzodiazepínicos. Às vezes, pode ser um sintoma prolongado da retirada da benzodiazepina e pode persistir por muitos meses. Medicamentos como bupropiona também podem causar zumbido. Em muitos casos, no entanto, nenhuma causa subjacente pode ser identificada.

### Fatores Psicológicos
O zumbido persistente pode causar ansiedade e depressão. O incômodo do zumbido está mais fortemente associado à condição psicológica do que ao volume ou à faixa de frequência. Problemas psicológicos, como depressão, ansiedade, distúrbios do sono e dificuldades de concentração, são comuns naqueles com zumbido fortemente irritante. Em algum momento da vida, 45% das pessoas com zumbido têm um distúrbio de ansiedade.
Pesquisas psicológicas têm analisado a reação de angústia do zumbido para explicar as diferenças na gravidade do zumbido. Esses achados sugerem que, na percepção inicial, o zumbido é associado a emoções negativas, como medo e ansiedade de estímulos desagradáveis na época. Isso melhora a atividade no sistema límbico e no sistema nervoso autônomo, aumentando a percepção e o incômodo com o zumbido.

## Fisiopatologia
Os mecanismos do zumbido subjetivo são frequentemente obscuros. Embora não seja surpreendente que o trauma direto na orelha interna possa causar zumbido, outras causas aparentes (por exemplo, disfunção da articulação temporomandibular) são difíceis de explicar. O zumbido pode ser causado por um aumento da atividade neural no tronco encefálico onde o cérebro processa sons, fazendo com que algumas células nervosas auditivas fiquem hiperexcitadas. A base dessa teoria é que muitos dos indivíduos com zumbido também têm perda auditiva. São muitas as possíveis combinações de patologias envolvidas no zumbido, que, por sua vez, resultam em uma grande variedade de sintomas que exigem terapias especificamente adaptadas.

## Diagnóstico
Apesar dos avanços na literatura sobre o zumbido e sua fisiopatologia, a etiologia ainda é de difícil determinação. Sabe-se que ela pode ser multifatorial, sendo associada a problemas auditivos, perda auditiva condutiva, perda auditiva sensorioneural, distúrbios metabólicos, neurológicos e psiquiátricos, dentre outros fatores. Quando o zumbido é associado à perda auditiva do tipo sensorioneural, os indivíduos referem ter uma percepção mais prejudicial desse sintoma do que das implicações negativas da perda auditiva em si.
Sabendo que a etiologia pode ser multifatorial, a abordagem diagnóstica é baseada no levantamento da história da doença; além disso, exames da cabeça, pescoço e sistema neurológico são aplicados na avaliação clínica do zumbido. Normalmente, é realizado uma audiometria, ocasionalmente, imagens médicas ou eletronistagmografia. Também são realizadas as medições dos parâmetros acústicos do zumbido, como tom e intensidade, e avaliação psicológica de condições comórbidas (depressão, ansiedade e estresse associados à gravidade do zumbido). As condições tratáveis podem incluir infecções de orelha média, neurinoma do acústico (schwannoma vestibular), concussão e otosclerose.

### Gravidade
A condição do zumbido é geralmente classificada em uma escala de "leve" a "catastrófica", variando de acordo com os seus efeitos, como, por exemplo, se gera interferência no sono, nas atividades silenciosas e/ou nas atividades diárias normais.
Nos casos de zumbido crônico, a definição aceita se dá em comparação com a experiência normal de ruído auditivo, que é de cinco minutos, ocorrendo pelo menos duas vezes por semana. No entanto, as pessoas com zumbido crônico frequentemente experimentam o barulho com mais frequência do que isso e podem experimentá-lo de forma contínua ou regular, como durante a noite, quando há menos ruído ambiental para mascarar o som.
A avaliação dos processos psicológicos relacionados ao zumbido envolve a análise da gravidade e do desconforto (natureza e extensão dos problemas relacionados ao zumbido), medidos subjetivamente por questionários validados de autorrelato de zumbido. Esses questionários medem o grau de sofrimento psíquico e as dificuldades associadas a ele, incluindo efeitos sobre a audição, estilo e qualidade de vida, saúde e funcionamento emocional. É importante realizar uma análise mais ampla das questões psíquicas do indivíduo, investigando os níveis de ansiedade, depressão, estresse, estressores da vida e dificuldades para dormir, visto que podem gerar maior risco de bem-estar negativo nessas áreas, afetando ou exacerbando os sintomas do zumbido.
Em geral, as medidas de avaliação atuais têm como objetivo identificar níveis individuais de angústia e interferência, respostas e percepções de zumbido para conduzir o melhor tratamento e monitorar o progresso. No entanto, grande variabilidade, inconsistências e falta de consenso quanto à metodologia da avaliação são evidenciadas na literatura, limitando a comparação da eficácia do tratamento. Os questionários desenvolvidos para orientar o diagnóstico ou classificar a gravidade do zumbido, na sua grande maioria, demonstram ser uma medida de resultado sensível ao tratamento.

### Exames e testes utilizados no diagnóstico

#### Audiometria tonal liminar
Compreendendo que a maioria das pessoas que apresentam zumbido possuem perda auditiva, torna-se essencial a realização de testes auditivos. A audiometria tonal liminar, teste considerado padrão ouro na avaliação audiológica,  pode auxiliar a diagnosticar a possível causa (embora algumas pessoas com zumbido não tenham perda auditiva), bem como auxiliar no caminho que leva ao tratamento específico. Outro motivo para realizar o exame é analisar se o paciente é um candidato ao uso de aparelho auditivo, sendo os resultados obtidos no audiograma importantes para ajustar e configurar a aplicação do aparelho auditivo (casos em que a perda auditiva é significativa). O tom do zumbido costuma estar na faixa da perda auditiva e, apesar dos erros na medição dos limiares auditivos, quando o teste auditivo é feito por meio de um aplicativo móvel, pode ajudar a diagnosticar a perda auditiva.

##### Potencial evocado de tronco encefálico e emissões otoacústicas evocadas transientes e produtos de distorção
Esses exames devem ser incluídos na avaliação audiológica diferencial em pacientes que apresentam queixa de zumbido bilateral, principalmente em casos de zumbido unilateral, para entender a sua fisiopatologia.

#### Avaliação psicoacústica do zumbido
A qualificação acústica do zumbido incluirá a medição de vários parâmetros acústicos, como a frequência do zumbido (pitch), a intensidade (loudness), o nível mínimo de mascaramento (NMM), o limiar de desconforto (LDL) e o efeito de inibição ou supressão residual.
Em casos de zumbido monótono, será medida a frequência ou faixa de frequência e, em casos de zumbido com ruído em banda estreita, será a largura de banda, sendo o volume em dB acima do limiar da audição na frequência, ponto de mistura e nível mínimo de mascaramento (avalia a menor intensidade sonora que mascara o zumbido). Observando a maioria dos casos, é possível identificar que o tom do zumbido ou a faixa de frequência está entre 5 kHz e 10 kHz, e a sonoridade entre 5 e 15 dB acima do limiar auditivo. Também outro parâmetro relevante do zumbido é a inibição residual, ou seja, a supressão temporária ou o desaparecimento do zumbido após um período de mascaramento. O grau de inibição residual pode indicar a eficácia dos mascaradores de zumbido como modalidade de tratamento.
Também pode ser realizada uma avaliação da hiperacusia e o acompanhamento frequente do zumbido. O parâmetro medido é o nível de desconforto de intensidade sonora (LDL) em dB, que avalia o limiar de desconforto de ruído, isto é, o nível subjetivo de desconforto agudo em frequências especificadas na faixa de frequência da audição. Isso define uma faixa dinâmica entre o limiar auditivo nessa frequência e o nível de desconforto da menor intensidade sonora. Uma faixa dinâmica compactada em uma faixa de frequência específica está associada à hiperacusia sujeita à submissão. Os limiares auditivos considerados dentro dos padrões da normalidade estão entre 0 e 20 decibel (dB). Os níveis normais de desconforto do volume são 85 – 90+ dB, com algumas autoridades citando 100 dB. Uma faixa dinâmica de 55 dB ou menos é indicativo de hiperacusia.

### Diagnóstico diferencial
Outras fontes potenciais de sons normalmente associadas ao zumbido devem ser descartadas, como, por exemplo, nos casos em que duas fontes reconhecidas de sons agudos podem ser campos eletromagnéticos comuns na fiação moderna e em várias transmissões de sinais sonoros. Outra condição comum é a audição por radiofrequência (RF), em que indivíduos testados relataram ouvir frequências de transmissão agudas que soam semelhantes ao zumbido, como uma forma de imitação.

## Crianças
A presença do zumbido pode estar associada a diversos fatores. Assim como nos adultos que têm perda auditiva (uma das causas mais comuns), as crianças também podem manifestar esse sintoma. As crianças com perda auditiva apresentam alta incidência de zumbido e geralmente não relatam espontaneamente a presença dele, bem como não expressam a condição ou seu efeito em suas vidas. Nos casos em que as crianças se queixam de zumbido, observa-se que há uma associação entre as patologias otológicas ou neurológicas presentes (enxaqueca, doença de Ménière juvenil ou otite média crônica supurativa). A prevalência de zumbido em crianças varia de 12% a 36% com limiares auditivos normais; 66% com perda auditiva e aproximadamente 3 – 10% das crianças têm relatado incômodo por zumbido.

## Prevenção
A exposição prolongada a sons fortes ou a elevados níveis de ruído pode levar à manifestação do zumbido. Portanto, medidas preventivas precisam ser incorporadas tanto no cotidiano (evitar a poluição sonora, analisar os hábitos e estilo de vida) quanto no ambiente de trabalho, como, por exemplo, o uso dos protetores auditivos. Os empregadores podem usar os programas de prevenção de perda auditiva (PPPA) para ajudar a prevenir e a educar sobre os riscos causados à saúde em relação à exposição ao ruído. Agências como o National Institute for Occupational Safety and Health (NIOSH) e a Occupational Safety and Health Administration OSHA definem parâmetros para a redução dos riscos e dos danos permanentes à audição dos funcionários (se seguirem o protocolo). No Brasil, A Fundação Jorge Duprat e Figueiredo - Fundacentro - mantém o Portal da Saúde e Segurança do Trabalhador, que inclui informações sobre a prevenção de distúrbios auditivos.
Vários medicamentos têm efeitos ototóxicos e podem apresentar consequências cumulativas que implicam o aumento dos danos causados pelo ruído. Sendo assim, para os indivíduos que precisam administrar medicamentos ototóxicos, deve haver muita atenção do médico aos detalhes da prescrição, como os fatores da dose e o intervalo de dosagem.

## Tratamento
Se existir uma causa subjacente, tratá-la pode levar a possíveis melhoras. Caso contrário, o tratamento para o zumbido pode envolver a psicoterapia, terapia do som ou o uso de aparelhos auditivos. Importante lembrar que não existem medicamentos ou suplementos eficazes que tratam os casos de zumbido.

### Psicológico
O melhor tratamento suportado para o zumbido é um tipo de aconselhamento chamado Terapia Cognitivo-Comportamental (TCC). A TCC atua na diminuição da quantidade de estresse que as pessoas com zumbido sentem. Esses benefícios parecem ser independentes de qualquer efeito sobre a depressão ou ansiedade em um indivíduo. Outra terapia realizada no tratamento pode ser a Terapia de Aceitação e Comprometimento (TAC) assim como podem ser úteis as técnicas de relaxamento.

### Medicamentos
Os tratamentos medicamentosos para o zumbido não possuem evidências suficientes para determinar a sua eficácia. Alguns medicamentos como antidepressivos ou acamprosato não possuem comprovação suficiente para determinar se são úteis no tratamento, bem como não há evidências de alta qualidade para apoiar o uso de benzodiazepínicos no zumbido. O uso da melatonina (a partir de 2015) e dos anticonvulsivantes não têm sua eficácia definida no tratamento do zumbido. Também não há evidências que sugiram que a betaistina seja competente no tratamento do zumbido.
Sobre o uso de injeções no tratamento, há eficácia nas injeções de esteroides na orelha média. O uso da injeção de toxina botulínica foi tentada, obtendo determinado sucesso em alguns dos raros casos de zumbido objetivo de um tremor palatal.

### Medicina alternativa
Sobre o uso da Ginkgo biloba, não houve comprovação em relação à sua eficácia. A Academia Americana de Otorrinolaringologia recomenda não tomar suplementos de melatonina ou zinco para aliviar os sintomas do zumbido. Além disso, uma revisão Cochrane de 2016 concluiu que as evidências não são suficientes para apoiar a ingestão de suplementos de zinco para reduzir os sintomas associados ao zumbido.

### Outros
O uso da terapia sonora por meio dos aparelhos auditivos ou mascaradores de zumbido auxilia o cérebro a ignorar a frequência específica do zumbido. Embora esses métodos sejam pouco suportados por evidências, não há efeitos negativos. Existem abordagens para a terapia do som do zumbido. A primeira é a modificação do som para compensar a perda auditiva do indivíduo. A segunda é um entalhe do espectro de sinal para eliminar a energia próxima à frequência do zumbido.  Há evidências experimentais que apoiam a terapia de reciclagem do zumbido, que visa reduzir a atividade neuronal relacionada ao zumbido.
Existem dados preliminares sobre um método alternativo de tratamento do zumbido usando aplicativos móveis, incluindo métodos como: mascaramento, terapia sonora, exercícios relaxantes, dentre outros.  Esses aplicativos podem funcionar como um dispositivo separado ou como um sistema de controle de aparelho auditivo. Há pouca evidência apoiando o uso da estimulação magnética transcraniana. Portanto, não é recomendável. A partir de 2017, havia evidências limitadas sobre se o neurofeedback é ou não útil.